# Utazók hasmenése

Fertőző és parazitás betegségek világtérképe - DALY - WHO. 2004.

Az utazók hasmenése (Travelers’ Diarrhea, TD) a szokásosnál legalább kettő- vagy többszöri, híg széklet ürítését jelenti. Gyakran társul vele hasi diszkomfort, alhasi görcs, puffadás, erőteljes bélmozgás, székletürítési inger, láz és gyengeség. Hirtelen kezdet jellemzi, akár az utazás alatt, akár hazatérés után. Hirtelen kezdet, napi 4-5 laza széklet jellemzi, mely 3-4 nap múlva magától megszűnik. Az esetek 10%-a egy hétnél tovább tart, 1%-a 1 hónapig vagy annál hosszabb ideig is elhúzódik, kórokozótól függően. A betegek 25%-a hányásról, 2-10%-a lázról és véres székletről számol be. Meghatározó kockázati tényező az úticél.
Az utazók hasmenése a leggyakoribb egészségügyi probléma a külföldi tartózkodás alatt. Előfordulása földrészenként változó, befolyásoló tényező a higiénés szabályok betartása, az utazó kora, alapbetegsége, étkezési szokásai, immunitása. A klinikai tüneteket változóak, súlyosságuk a só- és folyadékveszteség, a pathomechanizmus szerint kialakult gyulladásos vagy toxikus hatástól függ. A folyamat lassítására, az exsiccosis elkerülésére vagy megszüntetésére ún. orális rehidráló por (ORF) alkalmas. A tünetek enyhítésére korlátolt számú gyógyszer áll rendelkezésre. Antibiotikumok profilaktikus vagy terápiás alkalmazása meghatározott csoportoknak, szűk indikációval ajánlott.
2012-ben 1 000 000 000 nemzetközi utazásra került sor a világban. A globális utazások skáláján egy sor egészségügyi kockázatnak van kitéve az utazó – a különböző kórokozók és extrém hőmérséklet, tengerszint feletti magasság és páratartalom csak néhány ezen kockázatok közül –, amelyek mindegyike vezethet az utazó egészségi állapotának romlásához. Hasonló kockázatokat minimalizálni lehet óvintézkedésekkel utazás előtt, alatt és után, többek között egy jól összeállított, felszerelt mobil házipatikával, azaz egy útipatikával és egy utazás-orvostani konzultációval.

## Az utazók hasmenésének kapcsolata az úti céllal
A legfontosabb meghatározó kockázata az utazók hasmenésének az utazási cél. Olyan környezetben, ahol az emberek nagy számban nem férnek hozzá vízvezetékhez, nincsenek megfelelő minőségű mellékhelyiségek, a széklet-szennyeződés a környezetben magasabb lesz, mert könnyebben elérhető a legyek számára. A nem megfelelő elektromos ellátás gyakori áramkimaradáshoz vezet, és ezáltal a rosszul működő hűtők nem biztonságosak élelmiszerek tárolására, fokozott a megbetegedés veszélye. A nem megfelelő vízellátás vezethet a kézmosás elmaradásához például az éttermekben dolgozó személyzet esetén. A Föld régiói, országai általában 3 fokozatú kockázati besorolást kapnak: alacsony, közepes és magas.
| Kockázat | Földrajzi régió                                                                |
| -------- | ------------------------------------------------------------------------------ |
| Alacsony | Egyesült Államok, Kanada, Ausztrália, Új-Zéland, Japán, Észak-és Nyugat-Európa |
| Közepes  | Kelet- és Dél-Európa, Dél-Afrika, néhány karibi sziget                         |
| Magas    | Ázsia, Közel-Kelet, Afrika, Mexikó, Közép- és Dél-Amerika                      |

## Az utazási hasmenést előidéző leggyakoribb kórokozók

A felnőtt afrikai populáció (kor: 15–49) HIV/AIDS fertőződöttsége százalékban kifejezve 1999-ben. Az adatok értelmezése a képre kattintva. Adatok: UNAIDS

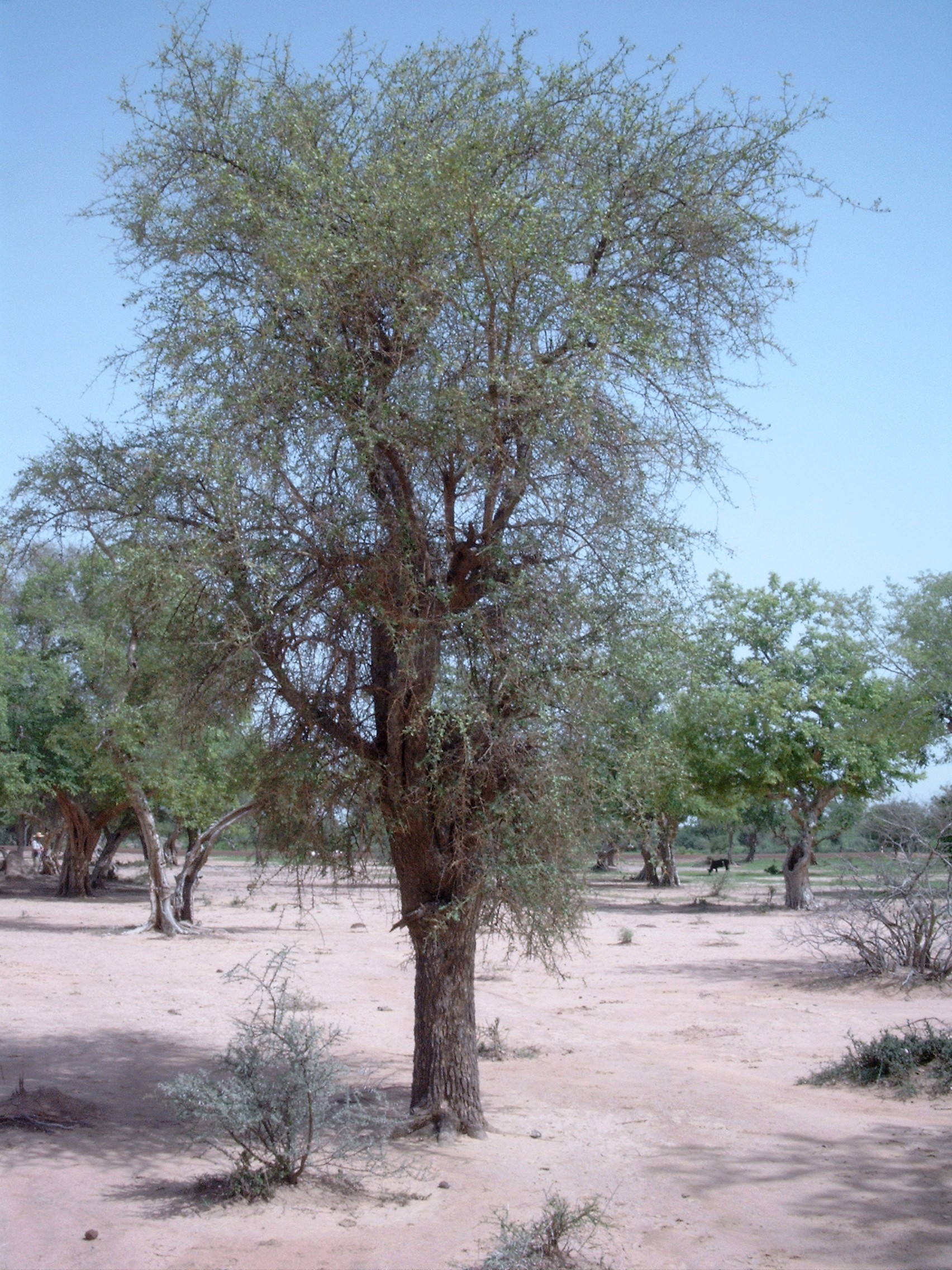
Balanites aegyptiaca az ókori Egyiptomban is használatos féregűző szer. Fadar-Fadar közelében, Oudalan, Burkina Faso. 2004

(DALY) a hasmenéses betegségek országonkénti aránya (100.000 lakosra). 2004

Rifaximin alkalmazása kontinensenként utazók hasmenésének kezelésére. 2009. július 25.

A hasmenés, más néven diarrhoea (diaré) a szervezet válasza a bélben lévő baktériumflóra hirtelen megváltozására. Kezelés nélkül akár 2-5 napig is eltarthat. Általában a (hosszabb) utazás első két hetében fordul elő, amikor valaki egy fejlett országból egy ún. fejlődő országba utazik. (ez esetben tekintsük fejlett országoknak Európa és Észak-Amerika területét). Az utazási hasmenés legfőbb kiváltó oka a patogéneket (káros baktériumok, vírusok, paraziták) tartalmazó ételek, italok fogyasztása.
Leggyakoribb kórokozó az enterotoxikus Esherichia coli baktérium, ez felelős az utazási hasmenések mintegy 80%-áért. A fennmaradó esetekben kórokozó baktériumok közül a Salmonella, Shigella és a Campylobacter fajok fordulnak elő gyakran. Paraziták (férgek) kb. 5%-ban, vírusok még kisebb mértékben felelősek az utazási hasmenések kiváltásáért. A régebben rettegett kolera ma már igen csekély előfordulású: 1 : 200 000 arányban észlelhető.
Enterotoxikus E. coli (ETEC), Campylobacter speciesek; Shigella, Salmonella speciesek, Rotavírus (Latin-Amerika), Norwalk-vírus Giardia, Cryptosporidium, Cyclospora speciesek, Entamoeba histolytica, Aeromonas, Pleisomonas, Non-cholera vibrio speciesek (vibrio parahaemolyticus, Ázsia) izoláltan fordulnak elő.

### Az utazók hasmenésének okai és kezelése
| Kórokozók csoportja* | Kórokozók és lappangási idő | Gyakoriság (%)† | Terápia[9][10]                                                                            |
| -------------------- | --------------------------- | --------------- | ----------------------------------------------------------------------------------------- |
| Baktériumok          | 6-48 óra                    | 50-75           | Empirikus vagy célzott antibiotikum                                                       |
|                      | E. coli (enterotoxikus)     | 10-45           | 1. Levofloxacin 2. Rifaximin 3. Ampicillin 4. Cefotaxim                                   |
|                      | E. coli (enteroaggregatív)  | 5-35            | Rifaximin                                                                                 |

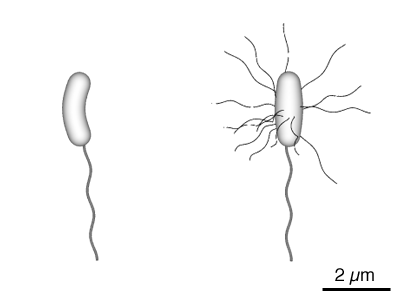
(Balra) V. cholerae. Tipikus formája Vibrio, vessző alakú baktérium, vastag monotrichous ostor. (Jobbra) V. parahaemolyticus. Atipikus, egyenes baktériumok kétféle csillók, vastag monotrichous egy vékony és csillós is.

|                      | Campylobacter               | 5-25            | 1. Levofloxacin 2. Azitromicin (India, Délkelet-Ázsia, Közép-Amerika, Szub-Szahara)       |
|                      | Salmonella                  | 0-15            | 1. Levofloxacin 2. Amoxicillin 3. Co-trimoxazol                                           |
|                      | Shigella                    | 0-15            | 1. Levofloxacin 2. Ceftriaxon                                                             |
|                      | egyéb                       | 0-5             |                                                                                           |
| Vírusok              | 6-48 óra                    | 0-20            | tüneti terápia: só- és folyadékpótlás, adszorbensek                                       |
|                      | norovírusok                 | 0-10            | -                                                                                         |
|                      | rotavírus                   | 0-5             | -                                                                                         |
| Paraziták            | 1-2 hét                     | 0-10            |                                                                                           |
|                      | Giardia intestinalis        | 0-5             | 1. tinidazole 2. metronidazol 3. nitazoxanide 4. paromomicin 5. furazolidon 6. quinacrine |
|                      | Cryptosporidium spp         | 0-5             | Nitazoxanide                                                                              |
|                      | Cyclospora cayetanensis     | <1              | Co-trimoxazol                                                                             |
|                      | Entamoeba histolytica       | <1              | 1. iodoquinol 2. paromomicin                                                              |
| Akut ételmérgezés    |                             | 0-5             |                                                                                           |
| Egyéb                |                             | 0-5             |                                                                                           |
- együttes fertőzése több kórokozónak egy gazdaszervezeten 10-15%-ában.

† gyakorisága változik az úti céltól, környezettől, az évszaktól függően.

## Teendők hasmenés során

### Folyadékpótlás

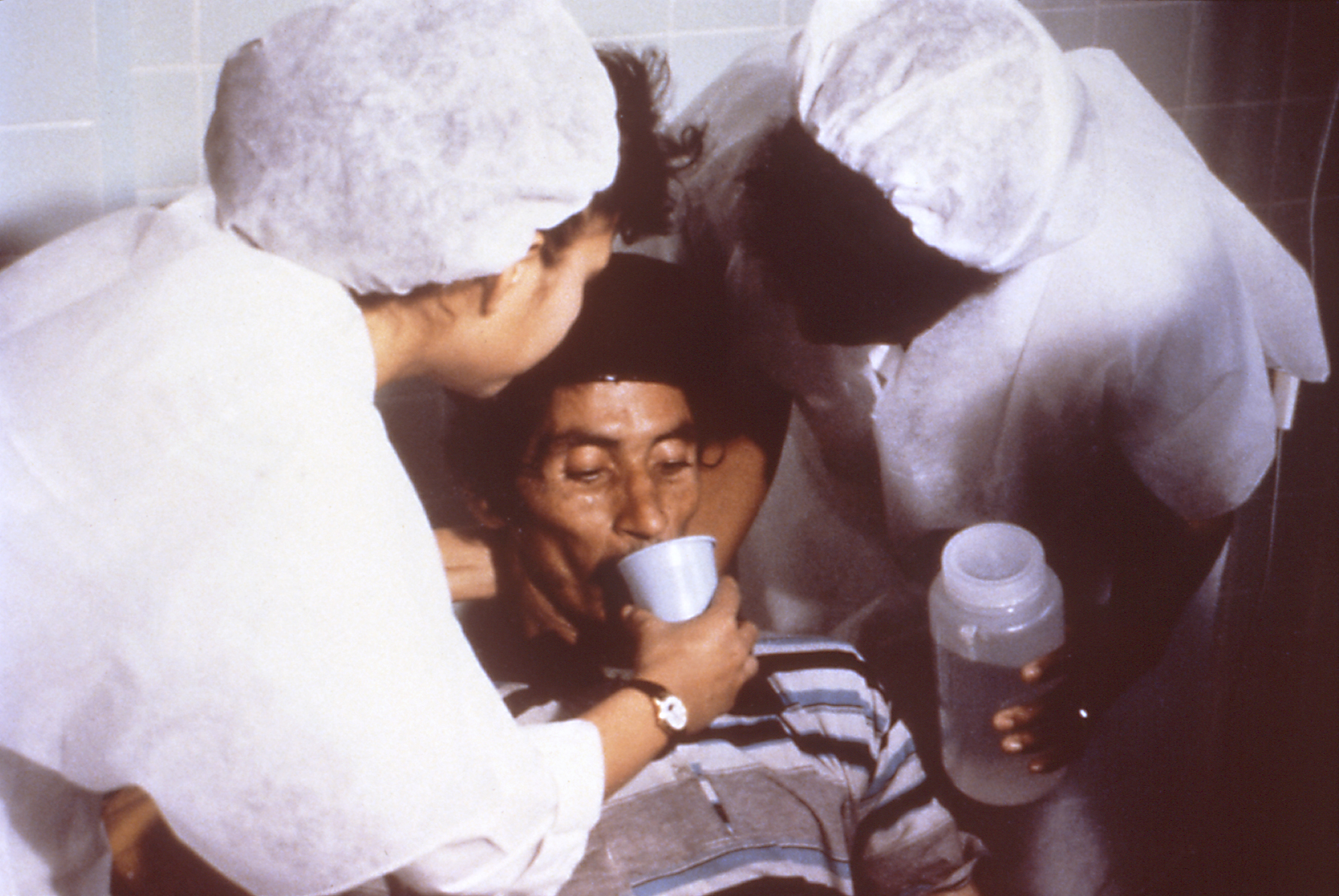
Rehidrálás kolerában. Kolerás beteg orális rehidráló oldatot (ORS) iszik annak érdekében, hogy ellensúlyozza a kolera okozta kiszáradását. 1992

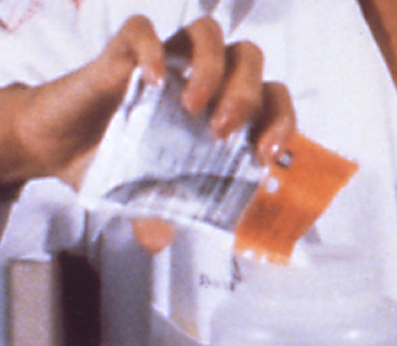
ORS tasak. 1992.

A bélben történő kiválasztás és felszívódás közötti egyensúly megbomlásáért gyomor-bél rendszeri patogén ágensek a felelősek leggyakrabban. Az egészséges ember folyadékszükségletét is jelentősen megnöveli a külső környezet hőmérséklet növekedése. 20°C átlaghőmérsékletnél 2 liter, 30°C-nál 3 liter, 40°C-nál minimum 4 liter folyadékra van szükség naponta. Fizikai megterheléskor, hasmenéskor ez a szám sokszorosára növekedhet, melyet sóval kell kiegészíteni. Tapasztalat szerint híg széklet-ürítésenként 2 dl szájon keresztüli rehidráló folyadékot kell fogyasztani (1 tasak Normolyt por előírás szerint elkészítve).
A stressz csak a dehidráció előidézésében játszik szerepet. Súlyos dehidráció idős korban lehetséges. Orális rehidráló oldat (ORS) javasolt (hányás esetén is). Intravénás izotóniás sóoldat csak akkor, ha komoly a testsúlyvesztés (>8-10%).

### Diéta
Éhezés nem szükséges, gyakori kis volumenű étkezés javasolt. Elkerülendők a laktóztartalmú ételek és a koffeintartalmú italok, mert ezek gyakran súlyosbítják a hasmenést.